# Воскресенський Борис Михайлович
Бори́с Миха́йлович Воскресе́нський (* 22 липня 1939, Гурзуф, Крим) — український футбольний функціонер. Майстер спорту СРСР (легка атлетика, біг), багаторазовий чемпіон Києва та України, чемпіон Збройних Сил СРСР. Віцепрезидент Федерації футболу України, голова Комітету з питань стадіонів та безпеки проведення змагань. Заслужений працівник фізичної культури і спорту України (1989). Нагороджений орденами «За заслуги» І ступеня і «Знак Пошани», медалями «За доблесну працю» і «Ветеран праці».

## Життєпис
1969 року закінчив Київський інститут народного господарства. 1983 року отримав диплом Київського інституту фізичної культури.
Із 1973 року працював заступником директора дослідно-експериментального заводу № 20 цивільної авіації. У 1975 році — на посаді заступника директора Інституту кібернетики АН УРСР. Із 1980 року очолював управління спортивних споруд Держкомспорту УРСР.
Майстер спорту СРСР (легка атлетика), багаторазовий чемпіон Києва та України, чемпіон Збройних Сил СРСР.
Голова Комітету з питань стадіонів та безпеки проведення змагань. Експерт УЄФА з питань будівництва та управління стадіонів. Член Комітету з атестування футбольних клубів. Член Виконкому та Президії ФФУ.
Нагороджений орденами та медалями СРСР і України: медаль «За доблесну працю», орден «Знак Пошани», медаль «Ветеран праці», орден «За заслуги» ІІІ, II і I ступенів, Знак ордена «Святий Дмитро Солунський» IV ступеня, орден «За трудові досягнення» IV ступеня.
Автор трьох книг: довідника "«Динамо» Київ", «Футбол в фалеристике, датах и событиях», підручника «Футбольне поле».
Одружений, має двох доньок і сина.